# هریهواری یارمش
هریهواری یارمش (اوکراینی: Григорій Петрович Ярмаш؛ زادهٔ ۴ ژانویهٔ ۱۹۸۵) بازیکن فوتبال اهل اوکراین است.
از باشگاه‌هایی که در آن بازی کرده‌است می‌توان به باشگاه فوتبال فورسکلا پولتاوا، باشگاه فوتبال دینامو کی‌یف، و باشگاه فوتبال زوریا لوهانسک اشاره کرد.
وی همچنین در تیم‌های ملی فوتبال Ukraine national under-16 football team, Ukraine national under-17 football team، زیر ۲۱ سال اوکراین، و اوکراین بازی کرده‌است.